# Harnam
Die Volkstanzgruppe Harnam (polnisch: Zespół Tańca Ludowego Harnam) ist eine der ältesten polnischen Volkstanzgruppen. Ihre Gründerin war Jadwiga Hryniewiecka. Ihr Sitz befindet sich auf dem Gelände des Weiße-Fabrik-Komplexes in Łódź.

## Geschichte
1947 entstand die Volkstanzgruppe Harnam in der Textilfabrik Nr. 8 Szymon Harnam in Łódź. Jadwiga Hryniewiecka war die künstlerische Leiterin bis 1978. Danach waren ihre Schüler Sławomir Mazurkiewicz (1979–1990) und Maria Kryńska (1990–2008) die künstlerischen Leiter. Maria Kryńska und Krzysztof Sitkowski gründeten dort 1994 eine therapeutische Tanzschule für Kinder und Jugendliche mit dem Down-Syndrom, die bis 2008 bestand. 2011 wurde Joanna Formańska die Managerin der Gruppe. 2012 wurde der Tänzer und Pädagoge Krzysztof Sitkowski der künstlerische Leiter der Gruppe. 2012, als die Volkstanzgruppe Harnam ihren 65. Jahrestag feierte, wurden sie und Sitkowski mit der Gloria-Artis-Medaille für kulturelle Verdienste in Silber ausgezeichnet.

## Repertoire
Das Repertoire besteht aus polnischen Volkstänzen und Kleinen Formen. Bei den Tänzen sind sowohl die Charaktere als auch die Grundschritte von Volkstänzen erhalten geblieben. Die Gruppe kombiniert Volksmusik mit Neuer Musik.

## Tourneen
- Algerien ('75, '85)
- Vereinigtes Königreich ('68, '79, '97)
- Österreich ('51, '62)
- Belgien ('62, '66, '73, '84, '88, '94, '95)
- China ('63, 2013, 2023)
- Kroatien ('92)
- Tschechoslowakei ('49, '84)
- Tschechien (2005)
- Ägypten ('88)
- Finnland (2007)
- Frankreich ('75, '76, '77, '80, '83, '84, '85, '86, '91, '92, '94, '96, 2004, 2006)
- Spanien ('78, '94, '96, '98, 2008, 2009)
- Niederlande ('83, '85)
- Jugoslawien ('82, '95)
- Kanada ('69, '72)
- Nordkorea ('86)
- Luxemburg ('86)
- Lettland (2007)
- Marokko ('85, 2010)
- Mongolei ('63)
- Deutschland ('59, '78, '92, 2005, 2009)
- DDR ('50, '51, '52, '53, '61, '62, '65, '73, '75, '77, '79, '87, '89)
- Portugal ('94)
- Rumänien ('53, '69, 2008, 2015)
- Syrien ('87)
- Schweiz ('64)
- Schweden (2003)
- Tunesien ('74)
- Türkei ('98, 2000, 2002, 2003, 2005, 2012, 2014)
- USA ('69, '72)
- Ungern (2002, 2006)
- Vietnam ('63)
- Italien ('58, '61, '91, 2024)
- Sowjetunion ('64, '74, '77)